# Subclemensia
Subclemensia — род чешуекрылых насекомых из семейства мино-чехликовых молей.

## Описание
Передние крылья золотисто-бронзовые, с белым рисунком. Гениталии самца: вальва широкая, с тремя поперечными рядами специализированных щетинок; винкулум в два раза длиннее вальв.

## Систематика
В составе рода:
- Subclemensia taigae Kozlov 1987